# ダニエル・アランスビア
ダニエル・アランスビア・アグアード（Daniel Aranzubía Aguado、1979年9月18日 - ）は、スペイン・ログローニョ出身の元サッカー選手。ポジションはGK。

## 経歴

### クラブ

#### アスレティック・ビルバオ
ラ・リオハ州・ログローニョに生まれたが、バスク州・ビルバオにあるアスレティック・ビルバオの名高い下部組織（レサマ）で育ち、サードチームであるCDバスコニア、セカンドチームであるビルバオ・アスレティックなどからトップチームでの出場機会をうかがった。2001年4月10日のレアル・ソシエダとのバスク・ダービー（1-3）でトップデビュー。2002-03シーズンまでイニャキ・ラフエンテの控えとして過ごすが、2003-04シーズンにラフエンテからレギュラーを奪うとこの年は5位でUEFAカップ出場権を獲得した。そして、クラブとの契約を4年間延長している。それ以降はラフエンテと激しいポジション争いを繰り広げた。
しかし、2007年夏にラフエンテがRCDエスパニョールへレンタル移籍すると、そのエスパニョールから入れ替わりでゴルカ・イライソスが加入。アランスビアは余剰戦力とみなされ、イライソスの負傷中さえも出場機会を与えられなかった（その際はカディスCFから急遽加入したアルマンド・リベイロがゴールを守った）。

#### デポルティーボ・ラ・コルーニャ
2008年7月12日、デポルティーボ・ラ・コルーニャにフリートランスファーで入団するとすぐにUEFAインタートトカップで優勝してUEFAカップの出場権を勝ち取った。10月2日のUEFAカップ1回戦・SKブラン戦はPK戦にもつれ込んだが3本を止める大活躍で勝利に貢献し、グループリーグ出場権を手にした。2008-09シーズンのリーグ戦は出場停止による1試合を除く37試合に出場。リーグ3位の47失点と奮闘し、正GKとしての座を確立した。
2010-11シーズンは開幕前の負傷で出遅れ、序盤6試合を欠場したが、その後はレギュラーに返り咲いた。2011年2月20日のUDアルメリア戦（1-1）は敗戦濃厚だったが、後半ロスタイムのコーナーキックのチャンスで相手ゴール前に飛び出してヘディングシュートを決めた。リーガ・エスパニョーラではGKがPKやFKで得点を決めたことはあるが、流れの中での得点は史上初の快挙だった。しかし、この年チームは得点力不足に悩まされ、アランスビア等守備陣の奮闘もむなしく18位に終わり2部降格となった。

#### アトレティコ・マドリード
2013年8月13日、アトレティコ・マドリードへの移籍が決定。契約期間は1年。同年12月11日、UEFAチャンピオンズリーグのFCポルト戦にて先発フル出場して移籍後初出場を果たし、2-0での勝利に貢献した。
翌年2月14日、正GKだったティボ・クルトゥワの負傷により、この日のUDアルメリア戦で急遽ラ・リーガでの出番を得た。アランスビアはシーズンを通してクルトワのバックアップとして在籍していたため、アトレティコでの公式戦出場は5試合のみだった。

### 代表
1999年にはU-21スペイン代表としてナイジェリアで開催されたFIFAワールドユース選手権に出場して優勝した（準優勝は日本）。2000年にはU-23スペイン代表としてシドニーオリンピックに出場して銀メダルを獲得した。アランスビアの2歳年下には現在スペイン代表の正GKを務めるイケル・カシージャスがいるが、どちらの大会もアランスビアが正GKだった。
2004年6月5日、ヘタフェで行われたアンドラ共和国との親善試合で、サンティアゴ・カニサレスとの交代で途中出場し、スペイン代表デビューを果たした。UEFA欧州選手権2004には第3GKとして参加した。
ただ、A代表ではユース時代とは対照的にカシージャスの壁は厚く、国内屈指の実力者ではあるものの代表とは縁遠い。

## 所属クラブ
- ビルバオ・アスレティック 1996-1997
- CDバスコニア 1997-1998
- ビルバオ・アスレティック 1998-2000
- アスレティック・ビルバオ 2000-2008
- デポルティーボ・ラ・コルーニャ 2008-2013
- アトレティコ・マドリード 2013-2014

## タイトル

### クラブ
アトレティコ・マドリード
- リーガ・エスパニョーラ 2013-14

### 代表
U-20スペイン代表
- FIFA U-20ワールドカップ 1999

U-23スペイン代表
- シドニーオリンピック銀メダル 2000